# Salomon Kasarnowsky
Salomon Kasarnowsky, född 1 juni 1887, död 19 maj 1960, var en svensk diplomingenjör och brokonstruktör. Han medverkade bland annat – tillsammans med Ernst Nilsson – vid konstruktionen av den 1929 invigda första Årstabron, Tranebergsbron (1934) och Västerbron (1935).
Han tilldelades IVA:s guldmedalj 1949.